# Uniyala
Uniyala  H.Rob. & Skvarla, 2009 è un genere di piante angiosperme dicotiledoni della famiglia delle Asteraceae.

## Etimologia
Il nome scientifico del genere è stato definito per la prima volta dai botanici Harold Ernest Robinson (1932-2020) e John Jerome Skvarla (1935-2014) nella pubblicazione " Proceedings of the Biological Society of Washington" (Proc. Biol. Soc. Washington 122(2): 152) del 2009.

## Descrizione
Le piante di questa voce hanno un habitus subarbustivo. I fusti sono eretti con una altezza massima di 0,5 - 1 metro. La pubescenza di queste piante varia da poca a lanata o tomentosa per peli semplici ma spesso contorti.
Le foglie sono disposte in modo spiralato e sono da brevemente picciolate a subsessili. La lamina in genere è intera con forme variabili da ellittiche o da ellittico-lanceolate a ovato-lanceolate o semplicemente lanceolate con base da acuminata a cuneata o leggermente auricolata e apici da ottusi a subacuti. Le venature normalmente sono pennate (sono presenti venature secondarie). I margini sono da quasi interi a seghettati o crenulati. La superficie superiore a volte può essere rugosa; quella inferiore varia da bianco-tomentosa a bruno-tomentosa.
L'infiorescenza è terminale ed è formata da capolini lungamente peduncolati spesso in formazioni corimbose. Le infiorescenze sono sottese da piccole lineari o subulate brattee. La struttura dei capolini è quella tipica delle Asteraceae: un peduncolo sorregge un involucro con forme ampiamente campanulate composto da diverse brattee disposte su 3 - 4 serie embricate e scalate che fanno da protezione al ricettacolo sul quale s'inseriscono i fiori di tipo tubuloso. Le brattee dell'involucro, persistenti o decidue (quelle più interne), hanno delle forme da subulate o lanceolate a ovato-lanceolate con apici brevemente acuti e superficie fa poco pubescente a tomentosa. Il ricettacolo normalmente è privo di pagliette (ricettacolo nudo). Ampiezza dell'involucro: 1-1,5 cm.
I fiori, da 10 a 30 per capolino, sono tetra-ciclici (ossia sono presenti 4 verticilli: calice – corolla – androceo – gineceo) e pentameri (ogni verticillo ha in genere 5 elementi). I fiori sono inoltre ermafroditi e actinomorfi (raramente possono essere zigomorfi).
- Formula fiorale:

*/x K {\displaystyle \infty }, [C (5), A (5)], G 2 (infero), achenio
- Calice: i sepali del calice sono ridotti ad una coroncina di squame.
- Corolla: la corolla, formata da un tubo imbutiforme terminanti in 5 lobi lineari, è punteggiata da ghiandole. Il colore varia da viola a porpora.
- Androceo: gli stami sono 5 con filamenti liberi e distinti, mentre le antere sono saldate in un manicotto (o tubo) circondante lo stilo.[11]  Le appendici basali delle antere sono ampie e oblunghe con talvolta degli ispessimenti anulari. Il polline può essere di tipo tricolporato, ossia con tre aperture sia a fessura che a poro; può essere inoltre echinato (con punte)[12] e "sublophato".
- Gineceo: lo stilo è filiforme con alla base un anello (o nodo). Gli stigmi dello stilo sono due lunghi e divergenti; sono sottili, pelosi (peli a spazzola) e con apice acuto. L'ovario è infero uniloculare formato da 2 carpelli. Gli stigmi hanno la superficie stigmatica interna (vicino alla base).[13]

I frutti sono degli acheni con pappo. Gli acheni hanno 4 - 5 coste con superficie sericea o ghiandolare. All'interno si può trovare del tessuto di tipo idioblasto e rafidi di tipo subquadrato da corti a moderatamente allungati; non è presente il tessuto tipo fitomelanina. Il pappo, internamente, è formato da diverse setole capillari leggermente allargate distalmente; la parte più esterna del pappo si presenta con corte scaglie. Lunghezza degli acheni: 2,5-3 mm.

## Biologia
- Impollinazione: l'impollinazione avviene tramite insetti (impollinazione entomogama tramite farfalle diurne e notturne).
- Riproduzione: la fecondazione avviene fondamentalmente tramite l'impollinazione dei fiori (vedi sopra).
- Dispersione: i semi (gli acheni) cadendo a terra sono successivamente dispersi soprattutto da insetti tipo formiche (disseminazione mirmecoria). In questo tipo di piante avviene anche un altro tipo di dispersione: zoocoria. Infatti gli uncini delle brattee dell'involucro si agganciano ai peli degli animali di passaggio disperdendo così anche su lunghe distanze i semi della pianta.

## Distribuzione e habitat
La distribuzione delle piante di questa voce è relativa al Vecchio mondo (India e Sri Lanka).

## Tassonomia
La famiglia di appartenenza di questa voce (Asteraceae o Compositae, nomen conservandum) probabilmente originaria del Sud America, è la più numerosa del mondo vegetale, comprende oltre 23 000 specie distribuite su 1 535 generi, oppure 22 750 specie e 1 530 generi secondo altre fonti (una delle checklist più aggiornata elenca fino a 1 679 generi). La famiglia attualmente (2021) è divisa in 16 sottofamiglie.

### Filogenesi
Le specie di questo gruppo appartengono alla sottotribù Gymnantheminae descritta all'interno della tribù Vernonieae Cass. della sottofamiglia Vernonioideae Lindl.. Questa classificazione è stata ottenuta ultimamente con le analisi del DNA delle varie specie del gruppo. Da un punto di vista filogenetico in base alle ultime analisi sul DNA la tribù Vernonieae è risultata divisa in due grandi cladi: Muovo Mondo e Vecchio Mondo. I generi della sottotribù Gymnantheminae appartengono al subclade relativo all'Africa tropicale comprese le Hawaii (l'altro subclade africano comprende soprattutto specie meridionali).
La sottotribù, e quindi i suoi generi, si distingue per i seguenti caratteri:
- l'habitus è soprattutto arbustivo o arboreo;
- le brattee interne dell'involucro talvolta sono decidue;
- il polline non è di tipo triporato;
- le antere sono prive di ghiandole;
- le piante sono in prevalenza paleotropicali (avventizie in America).

In precedenza la tribù Vernonieae, e quindi la sottotribù (Gymnantheminae) di questo genere, era descritta all'interno della sottofamiglia Cichorioideae. In passato le specie di questo gruppo erano descritte all'interno del genere Vernonia.
I caratteri distintivi per le specie di questo genere (Uniyala) sono:
- l'habitus è formato da piccoli ed eretti subarbusti;
- i fiori per capolino sono numerosi;
- il polline è sublophato.

Il numero cromosomico delle specie di questo genere è: 2n = 20.

### Elenco delle specie
Questo genere ha 7 specie:
- Uniyala anceps (C.B.Clarke ex Hook.f.) H.Rob. & Skvarla
- Uniyala bourdillonii  (Gamble) H.Rob. & Skvarla
- Uniyala comorinensis  (W.W.Sm.) H.Rob. & Skvarla
- Uniyala multibracteata  (Gamble) H.Rob. & Skvarla
- Uniyala ramaswamii  (Hutch.) H.Rob. & Skvarla
- Uniyala salviifolia  (Wight) H.Rob. & Skvarla
- Uniyala wightiana  (Arn.) H.Rob. & Skvarla